# Max Litchfield
Max Robert Litchfield (Pontefract, 4 marzo 1995) è un nuotatore britannico.

## Biografia
È fratello maggiore del nuotatore Joe Litchfield.
Ha rappresentato la Gran Bretagna ai Giochi olimpici estivi di Rio de Janeiro 2016, classificandosi quarto nei 400 metri misti, dietro al giapponese Kōsuke Hagino, allo statunitense Chase Kalisz e al giapponese Daiya Seto.
Ai campionati europei di Glasgow 2018 ha vinto la medaglia d'argento nei 400 metri misti, terminando la gara alle spalle dell'ungherese Dávid Verrasztó. Nel 2024, invece, vince la medaglia d'argento sempre nei 400 metri misti ai mondiali di Doha.

## Palmarès
- Mondiali

Doha 2024: argento nei 400m misti.
- Mondiali in vasca corta

Windsor 2016: argento nei 400m misti.
- Europei

Glasgow 2018: argento nei 400m misti e bronzo nei 200m misti.
Budapest 2020: argento nella 4x200m sl e bronzo nei 400m misti.
- Europei in vasca corta

Glasgow 2019: oro nei 400m misti.
- Mondiali giovanili

Dubai 2013: oro nella 4x200m sl.
- Europei giovanili

Poznan 2013: oro nella 4x200m sl e argento nei 200m misti.